# Jurij Brězan
Jurij Brězan (9. juni 1916 – 12. marts 2006) var en sorbisk forfatter. Han boede i Østtyskland.